# Hydrotalkit
Hydrotalkit (Internationaler Freiname: Hydrotalcit), früher auch Völknerit, ist ein selten vorkommendes Mineral aus der Mineralklasse der „Carbonate und Nitrate“ mit der chemischen Zusammensetzung Mg6Al2[(OH)16|CO3]·4H2O und damit chemisch gesehen ein wasserhaltiges Magnesium-Aluminium-Carbonat mit zusätzlichen Hydroxidionen.
Kristallographisch gesehen ist Hydrotalkit ein Polytyp, das heißt seine Kristallstruktur besteht aus einem Schichtgitter mit abwechselnd in hexagonaler bzw. trigonaler Symmetrie kristallisierenden Struktureinheiten. Zur Unterscheidung werden diese zwar gelegentlich als Hydrotalkit-2H bzw. Hydrotalkit-3R bezeichnet, gelten jedoch nicht als eigenständige Modifikationen und Minerale. Die hexagonale Phase war bis 2012 als Mineral Manasseit bekannt, wurde aber dann als nicht selbstständiger Polytyp von der International Mineralogical Association (IMA) diskreditiert.
Hydrotalkit entwickelt meist durchsichtige, hypidiomorphe bis idiomorphe, tafelige Kristalle bis etwa 4 mm Größe mit seiden- bis wachsglänzenden Kristallflächen. Auch blättrige bis faserige Mineral-Aggregate werden gefunden.

## Etymologie und Geschichte
Erstmals gefunden wurde Hydrotalkit 1842 in der „Solvverkets Pyrit Mine“ bei Snarum in der norwegischen Kommune Modum und beschrieben durch Carl Christian Hochstetter, der das Mineral nach seinem talkartigen Aussehen und seinem Wassergehalt (altgriechisch ὕδωρ hýdor, „Wasser“) benannte.
Die Stoffgruppe der Hydrotalkite beinhaltet neben den natürlichen auch die synthetischen Varietäten des basischen Doppelsalzes Hydrotalkit. Die ersten umfassenden Arbeiten zu dieser Mineralgruppe leisteten Frondel (1941) mit seiner Klassifizierung der Pyroaurit- und der Sjögrenit-Gruppe, sowie Feitknecht und Gerber (1942) mit ihrer Arbeit über Magnesium-Aluminium-Doppelhydroxid.

## Klassifikation
In der veralteten 8. Auflage der Mineralsystematik nach Strunz gehörte der Hydrotalkit zur Mineralklasse der „Nitrate, Carbonate und Borate“, genauer zur Unterklasse der „Carbonate“ (Vb) und dort zur Abteilung „Wasserhaltige Carbonate mit fremden Anionen“, wo er gemeinsam mit Pyroaurit, Reevesit und Stichtit die „Pyroaurit-Reihe“ mit der Systemnummer Vb/D.02b innerhalb der „Sjögrenit-Pyroaurit-Gruppe“ (Vb/D.02) bildet.
In der zuletzt 2018 überarbeiteten Lapis-Systematik nach Stefan Weiß, die formal auf der alten Systematik von Karl Hugo Strunz in der 8. Auflage basiert, erhielt das Mineral die System- und Mineralnummer V/E.03-010. Dies entspricht ebenfalls der Abteilung „Wasserhaltige Carbonate, mit fremden Anionen“, wo Hydrotalkit zusammen mit Comblainit, Desautelsit, Fougèrit, Karchevskyit, Mössbauerit, Putnisit, Pyroaurit, Reevesit, Sergeevit, Stichtit, Takovit und Trébeurdenit die „Hydrotalkitgruppe“ mit der Systemnummer V/E.03 bildet.
Die von der International Mineralogical Association (IMA) zuletzt 2009 aktualisierte 9. Auflage der Strunz’schen Mineralsystematik ordnet den Hydrotalkit in die verkleinerte Klasse der „Carbonate und Nitrate“ (die Borate bilden hier eine eigene Klasse), dort aber ebenfalls in die Abteilung „Carbonate mit zusätzlichen Anionen; mit H2O“ ein. Diese ist allerdings weiter unterteilt nach der relativen Größe der beteiligten Kationen. Das Mineral ist hier entsprechend seiner Zusammensetzung in der Unterabteilung „Mit mittelgroßen Kationen“ zu finden, wo es zusammen mit Comblainit, Desautelsit, Pyroaurit, Reevesit, Stichtit und Takovit die „Hydrotalkitgruppe“ mit der Systemnummer 5.DA.50 bildet.
In der vorwiegend im englischen Sprachraum gebräuchlichen Systematik der Minerale nach Dana hat Hydrotalkit die System- und Mineralnummer 16b.06.02.01. Das entspricht wie in der veralteten 8. Auflage der Strunz’schen und der Lapis-Systematik der gemeinsamen Klasse der „Carbonate, Nitrate und Borate“ und dort der Abteilung und gleichnamigen Unterabteilung „Carbonate – Hydroxyl oder Halogen“. Hier ist das Mineral in der „Sjögrenit-Hydrotalkitgruppe (Hydrotalcit-Untergruppe: Rhomboedrisch)“ zu finden, in der auch Stichtit, Pyroaurit, Desautelsit und Droninoit eingeordnet sind.
Die Vertreter der Gruppe unterscheiden sich teilweise nur durch unterschiedliche Stapelfolgen der Oktaederschichten voneinander. Daraus ergibt sich entweder ein hexagonales (2H) oder ein rhomboedrisches (3R) Kristallgitter.

## Kristallstruktur
Hydrotalkit besteht aus einem Schichtgitter mit abwechselnd in hexagonaler bzw. trigonaler Symmetrie kristallisierenden Struktureinheiten.
- Hydrotalkit-2H (auch 2H1) kristallisiert hexagonal in der Raumgruppe P63/mmc (Raumgruppen-Nr. 194) mit den Gitterparametern a = 3,06 Å und c = 15,34 Å[10]
- Hydrotalkit-3R (auch 3R1) kristallisiert trigonal in der R3m (Nr. 166) mit den Gitterparametern a = 3,065 Å und c = 23,07 Å[10]

Da die oben aufgeführten Parameter für ‚a‘ in etwa mit denen von Brucit übereinstimmen, weisen diese Minerale keine Fernordnung von Magnesium und Aluminium auf. Ihre Elementarzellen enthalten 3 oder 2 Metallionen (M2+ und M3+) sowie 3/8 beziehungsweise 1/4 [CO3]2−. Solche aufgeteilten Elementarzellengehalte sind ungewöhnlich für Phasen mit scheinbar fester Stöchiometrie und führte auch dazu, dass Allman und Jepsen 1969 eine R3m-Zelle mit verdoppelten a- und c-Parametern (a = 6,13 Å, c = 46,15 Å und Z = 3) für Hydrotalcit beschrieben.
Neben den natürlichen Vertretern der Hydrotalkit-Familie, die als Zwischenschichtanionen ausschließlich CO32−-Anionen und OH-Gruppen enthalten, lassen sich synthetisch auch Hydrotalkite mit anderen Zwischenschichtanionen darstellen. So beschreibt Allmann (1968) einen leicht verzerrten Ca2Al(OH)6½SO4·3H2O-Hydrotalkit. Ein Mg/Zn-Misch-Hydrotalkit mit Sulfat-Anionen wurde von Kooli, Kosuge, Hibino und Tsunashima (1993) synthetisiert. Ebenfalls von Kooli, Kosuge und Tsunashima (1995a) wurden auch Hydrotalkite mit gemischter Me3+-Position synthetisiert und untersucht (Ni-Al/Cr-CO3 und Ni-Al/Fe-CO3). Gerade die Ni-Hydrotalkite sind Gegenstand der Forschung [z. B. Faure, Borthomieu, Delmas (1991), Clause, M.Gazzano, Trifiro, Vaccari, ZatorskiI (1991), Ehlsissen, Delahaye-Vidal, Genin, Figlarz, Willmann (1993)], vor allem wegen ihrer Bedeutung als Elektrodenmaterial in modernen Energiespeicherzellen.

## Eigenschaften
Hydrotalkit besitzt die Fähigkeit, durch graduelle Abgabe von Aluminiumhydroxid Säuren zu binden und findet deshalb vielfältigen Einsatz in der Industrie und als Arzneimittel.

## Bildung und Fundorte
Hydrotalkit bildet sich vorwiegend hydrothermal durch sekundäre Zersetzung von Serpentinit. Begleitminerale sind neben Serpentinit unter anderem noch Manasseit, Dolomit und Hämatit.
Weltweit konnte Hydrotalkit bisher (Stand: 2010) an rund 60 Fundorten nachgewiesen werden, so unter anderem in Australien, Deutschland, Frankreich, Griechenland, Israel, Italien, Kanada, Norwegen, Österreich, Polen, Rumänien, Russland, Schweden, Südafrika, Tadschikistan, Tschechien, Türkei, Ungarn, im Vereinigten Königreich (Großbritannien) und in den Vereinigten Staaten von Amerika (USA).

## Verwendung
Hydrotalkit wird hauptsächlich in der Medizin als Antazidum bei Übersäuerung des Magens (Hyperazidität) zur Neutralisierung der Magensäure verwendet. Bekannte Handelsnamen sind unter anderem Talcid (Bayer AG, Wiechert 1976) oder Altacit (Roussel Lab., Playle 1974).
In der angewandten Chemie dient Hydrotalkit als Katalysator, um diverse organische Verbindungen herzustellen oder auch, um organische Lösungen oder schwermetallhaltige Abfälle zu binden.
Synthetisch hergestellte Hydrotalkite werden auch als Stabilisatoren in der PVC-Produktion eingesetzt. Dabei reagieren sie mit dem bei der Alterung von PVC entstehenden HCl.